# マイケル・D・コウ
マイケル・ダグラス・コウ（Michael Douglas Coe、1929年5月14日 - 2019年9月25日）は、アメリカ合衆国の考古学者、人類学者、碑文研究者。マヤ文明やオルメカ文明の研究で知られ、『古代マヤ文明』『マヤ文字解読』などの著書がある。
兄のウィリアム・ロバートソン・コウ2世(1926-2009)も考古学者・古代マヤ研究者で、ペンシルベニア大学考古学・人類学博物館員であり、ティカルの大規模発掘で知られる。

## 略歴
コウはニューヨークで生まれた。祖父のウィリアム・ロバートソン・コウ(1869-1955)はイギリス生まれで、保険会社ジョンソン・アンド・ヒギンズ社長であり、アメリカ西部に広大な土地を所有し、西部に関するコレクションをイェール大学に寄贈した。
幼いころは祖父がバッファロー・ビルから購入したワイオミング州コーディで夏をよく過ごした。十代のときに兄とともにユカタン半島・ベリーズ（当時はイギリス領ホンジュラス）を旅行し、1949年に兄とともに論文を発表している。1950年にハーバード・カレッジを卒業し、朝鮮戦争中は台湾でCIAの工作活動に従事した。
1955年にロシア出身の生物学者テオドシウス・ドブジャンスキーの娘のソフィー（ソフィー・D・コウ）と結婚した。1959年にハーバード大学の博士の学位を取得した。
1年間テネシー大学の助教をつとめた後、1960年にイェール大学に移り、1963年から1994年まで同大学のピーボディ自然史博物館のキュレーターの任にあった。また、1962年から1978年までダンバートン・オークスの先コロンブス美術部門の顧問をつとめた。

## 業績
コウは、アステカ・オルメカ・マヤの諸文明を研究した。
マヤ文字の解読に関して、デイヴィッド・H・ケリーと並んでコウは早くからユーリー・クノロゾフの表音説を支持した。
1970年代には従来ほとんど研究されていなかったマヤの土器の銘文を研究し、主テキストと副次テキストに分類した。また土器が『ポポル・ヴフ』に見えるマヤの神話の古い形を記していることを指摘した。
- The Maya Scribe and His World. New York: Grolier Club. (1973)
- Classic Maya Pottery at Dumbarton Oaks, Dumbarton Oaks. Washington D.C.: Dumbarton Oaks. (1975)
- The Lords of the Underworld: Masterpieces of Classical Maya Ceramics. Princeton University Press. (1978)

上記の1973年の書物では、新発見のコデックスであるグローリア絵文書についても研究し、これがドレスデン絵文書の金星暦に対応することを見出した。グローリア絵文書には長く贋作説がつきまとったが、現在では真作と考えられている。

## 主な著書
コウの著書は多数にのぼる。ここでは日本語訳のあるものを主にする。
- Mexico. New York: Praeger. (1962)（のちに Rex Koontz と共著で Mexico: From the Olmecs to the Aztecs と改題）
  - 日本語訳：寺田和夫・小泉潤二 訳『メキシコ：インディオとアステカの文明を探る』学生社、1975年。
- The Maya. New York: Praeger. (1966)
  - 日本語訳：寺田和夫・加藤泰建 訳『マヤ』学生社、1975年。
  - 日本語訳：加藤泰建・長谷川悦夫 訳『古代マヤ文明』創元社、2003年。（第6版の翻訳）
- Atlas of Ancient America. New York: Facts on File. (1986)（共著）
  - 日本語訳：寺田和夫監訳、加藤泰建ほか 訳『古代のアメリカ』朝倉書店、1989年。
- Breaking the Maya Code. Thames & Hudson. (1992)
  - 日本語訳：増田義郎監修、武井摩利・徳江佐和子 訳『マヤ文字解読』創元社、2003年。
- The True History of Chocolate. Thames & Hudson. (1996)（夫人のソフィー・D・コウの著書だが、病気で中断し、マイケル・D・コウによって完成）
  - 日本語訳：樋口幸子 訳『チョコレートの歴史』河出書房新社、1999年。
- Reading the Maya Glyphs. Thames & Hudson. (2001)（Mark Van Stone と共著）
  - 日本語訳：猪俣健監修・武井摩利 訳『マヤ文字解読辞典』創元社、2007年。

ほかにクメール文化に関する著書もある。
- Angkor and the Khmer Civilization. Thames & Hudson. (2003). ISBN 0500021171

2006年に自伝を出版した。
- Final Report: An Archaeologist Excavates His Past. Thames & Hudson. (2006). ISBN 0500051437

### マヤ文字解読
1992年の『マヤ文字解読』(Breaking the Maya Code)はコウの代表的な著書で、マヤ文字解読の歴史と現状を多数の具体的な図版とともにまとめている。この著作をもとに、2008年には Night Fire Films によって同名のドキュメンタリー映画が作成された。同年PBSの『Nova』シリーズで題を少し変えて放送され、DVDも販売されている。日本ではNHK教育テレビジョンの『地球ドラマチック』で2013年に「古代マヤ文字を解読せよ」として放送された。

## 問題点
コウはマヤ土器研究の第一人者だが、扱う土器の出所が明らかでないことについて批判された。1978年にダイシー・テイラーは、博物館などに収められている土器はひどく塗り直されたり修復されたりしているため、学術的研究に適しないと指摘した。イアン・グレアムは自伝の中で、コウが遺跡の略奪者から盗掘品を購入していたことを暴露している。
コウの『マヤ文字解読』についてピーター・T・ダニエルズ (Peter T. Daniels) は、歴史的情報に関して有用な点もあるが、解読の方法論の詳細が略されていることと、トンプソンに対する個人的怨念にあふれているために推奨できないとしている。
著書『マヤ』の中で、長期暦の終わりである13.0.0.0.0 4アハウ3カンキンにハルマゲドンが起きて現在の世界が滅亡するという説を紹介した。しかし実際には古典期マヤの人々がこの日付に何か災害が起きると考えていた形跡はない。専門家であるコウの影響は大きく、その年とされる2012年12月が近づくにつれて終末説がかまびすしくなった（2012年人類滅亡説）。